# علاقات المملكة المتحدة مع الاتحاد الأوروبي بعد بريكسيت
أصبحت علاقة المملكة المتحدة بالاتحاد الأوروبي وأعضائه، اعتبارًا من يناير 2021، خاضعة لاتفاقية انسحاب بريكسيت واتفاقية التجارة والتعاون بين الاتحاد الأوروبي والمملكة المتحدة. نوقش الاتفاق الأخير في عام 2020 وتم تطبيقه منذ عام 2021.
بعد انسحاب المملكة المتحدة من الاتحاد الأوروبي بتاريخ 31 يناير، 2020، واصلت المملكة المتحدة الامتثال لأنظمة الاتحاد الأوروبي والمشاركة في الرسوم الجمركية للاتحاد الأوروبي خلال «الفترة الانتقالية لبريكسيت»، والتي بدأت في 1 فبراير، 2020، وانتهت في 31 ديسمبر، 2020. سمح ذلك بفترة من الزمن للتفاوض على اتفاقية تجارية ثنائية بين المملكة المتحدة والاتحاد الأوروبي.

## التجارة
قررت المملكة المتحدة الانسحاب من السوق الموحدة، والاتحاد الجمركي للاتحاد الأوروبي. علاوة على ذلك، فإن مشاركة الاتحاد الأوروبي في جميع الاتفاقيات الدولية التي يدخل فيها لا تشمل المملكة المتحدة منذ 1 يناير، 2020.
وفقًا لما ذكره ميشيل بارنييه، يمكن أن تخلق هذه التغييرات الحاسمة صعوبات قد يتم التقليل من شأنها:
- إعادة تعريف الإجراءات الجمركية، لتعود مثلما كانت قبل عضوية المملكة المتحدة، وذلك لكل منتج مستورد ومصدر من وإلى الاتحاد الأوروبي والمملكة المتحدة.
- نهاية حقوق جواز السفر المالية لقطاع الخدمات في المملكة المتحدة.
- نهاية التفضيل المجتمعي لجميع السلع، والتجارة والأشخاص من المملكة المتحدة في الدول الأعضاء في الاتحاد الأوروبي.
- لن يتم الاعتراف بشهادة المنتج الخاص بالمملكة المتحدة ضمن الاتحاد الأوروبي.
- فرض حواجز غير جمركية على التجارة، مثل إمكانية حدوث تأخيرات مطولة على الحدود، مثل حصة التوريد والقيود على الهجرة الناتجة عن خسارة مواطنة الاتحاد الأوروبي للعاملين في المملكة المتحدة.

حاولت مفاوضات ما بعد بريكسيت خلق ميثاق طموح بين المملكة المتحدة والاتحاد الأوروبي لتجنب الاضطراب قدر الإمكان، وذلك وفقًا لميشيل بارنييه.

### عضوية المملكة المتحدة في المنطقة الاقتصادية الأوروبية
كان بإمكان المملكة المتحدة أن تسعى لاستمرار عضويتها في المنطقة الاقتصادية الأوروبية، ربما كعضو في رابطة التجارة الحرة الأوروبية. في يناير، 2017، أعلنت تيريزا ماي، رئيسة الوزراء البريطانية، خطة من 12 مرحلة للتفاوض على الأهداف وقالت إن حكومة المملكة المتحدة لن تسعى لاستمرار عضويتها في السوق الموحدة.

### اختيار منظمة التجارة العالمية
يشمل خيار عدم وجود صفقة مع منظمة التجارة العالمية أن تنهي المملكة المتحدة الفترة الانتقالية دون أي اتفاق تجاري ودون الاعتماد على قواعد التجارة الخاصة بالدولة ذات الأفضلية الأعلى التي وضعتها منظمة التجارة العالمية. وقال اتحاد الصناعة البريطانية إن خطة كهذه ستكون «مطرقة ثقيلة على اقتصادنا»، وقد كان الاتحاد الوطني للمزارعين أيضًا شديد الانتقاد. تستشهد التوقعات الإيجابية بالنسبة للمملكة المتحدة فيما يتعلق بالتأثيرات المترتبة على خروج بريطانيا من منظمة التجارة العالمية(بريكسيت) بالتجارة الحالية لبلدان أخرى مع الاتحاد الأوروبي وفوائد إعادة امتلاك حقوق الصيد كاملةً لدولة جزرية بحرية.

## الشعب

### الهجرة
تغطي اتفاقية المنطقة الاقتصادية الأوروبية والاتفاقية مع سويسرا حرية حركة السلع، وحرية حركة العامة. يريد العديد من مؤيدو بريكسيت تقييد حرية الحركة هذه. استبعدت رئيسة الوزراء في يناير، 2017، أي استمرار في حرية الحركة تلك.